# Vraneši (Vrnjačka Banja)
Vraneši (Servisch cyrillisch Вранеши) is een plaats in de Servische gemeente Vrnjačka Banja. De plaats telt 1418 inwoners (2002).